# Бронницкое викариатство

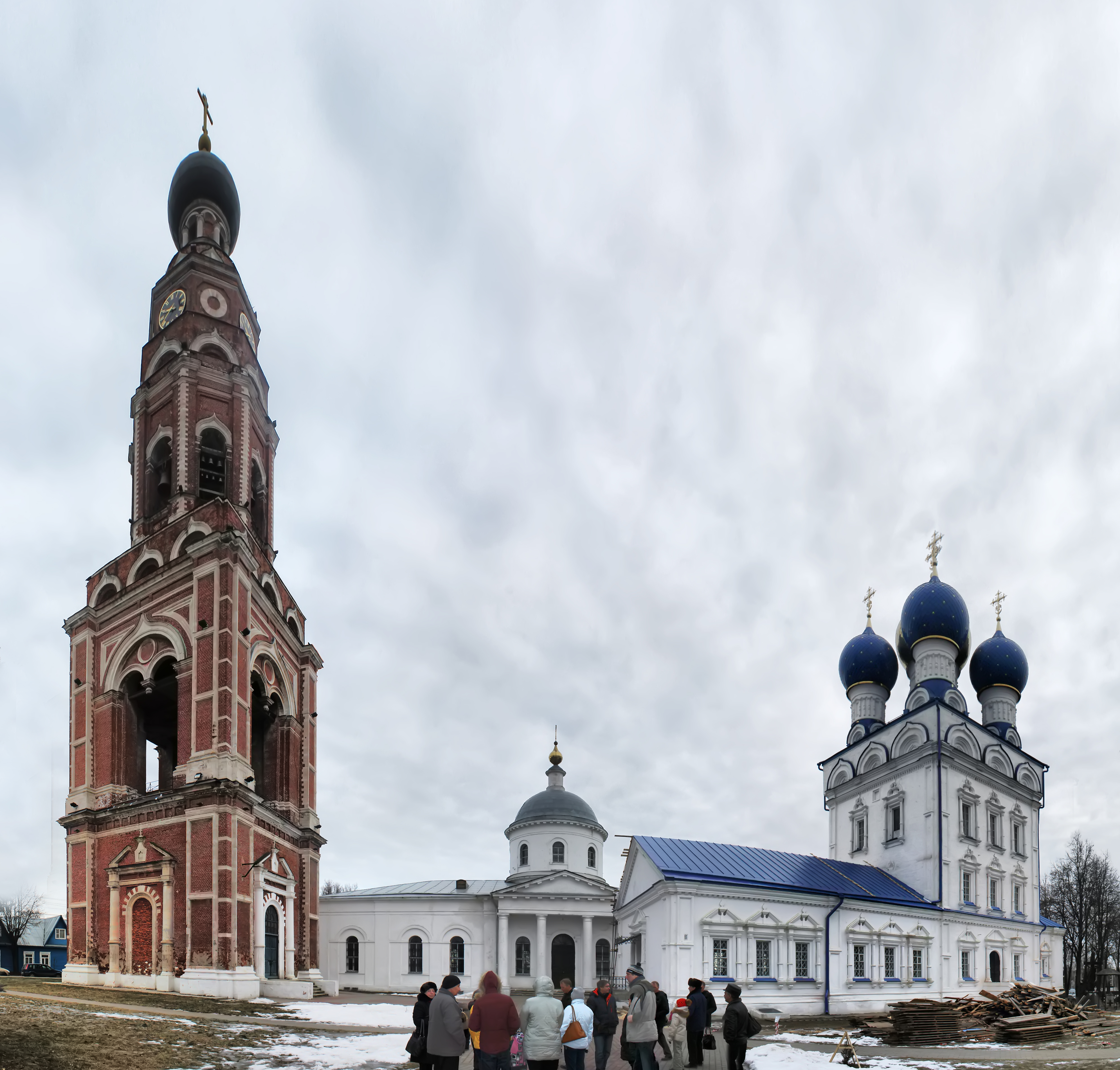
Собор Михаила Архангела в Бронницах

Бро́нницкое викариа́тство — викариатство Московской епархии Русской православной церкви. Названо по городу Бронницы Московской области.

## История
Создано, по всей видимости, 13 (26) сентября 1923 года, когда патриарх Тихон избрал вдового протоиерея Иоанна Василевского епископом Бронницким. Целью создания викариатства было противодействие обновленчеству. После перевода 19 июля 1936 года епископа Сергия (Воскресенского) на Дмитровское викариатство не замещалось.
Восстановлено 16 июля 1995 года, когда епископ Новосибирский Тихон (Емельянов) был переведён служить в Москву.

## Епископы
- Иоанн (Василевский) (7 октября 1923—1927)
- Серафим (Силичев) в/у, еп. Подольский (15 июня 1926 — 30 июня 1927)
- Сергий (Воскресенский) (10 мая 1934 — 19 июля 1936)
- Тихон (Емельянов) (16 июля 1995 — 28 декабря 2000)
- Амвросий (Ермаков) (19 июля 2006 — 6 октября 2008)
- Феофилакт (Курьянов) (6 октября 2008 — 31 марта 2009)
- Игнатий (Пунин) (31 марта 2009 — 12 марта 2013)
- Парамон (Голубка) (2 декабря 2015 — 26 февраля 2019)
- Фома (Демчук) (26 февраля 2019 — 25 августа 2020)
- Евгений (Кульберг) (25 августа 2020 — 8 декабря 2020)
- Савватий (Загребельный) (13 апреля 2021 — 27 мая 2022)
- Лука (Волчков) (16 мая 2023 года — 12 марта 2024)
- Феогност (Ильницкий) (19 августа — 24 октября 2024)
- Иоанн (Железов) (избран 24 июля 2025)